# Alexandru Păcurar
Alexandru Păcurar (n. 20 ianuarie 1982, Cluj-Napoca, România) este un fotbalist român care joacă pe postul de mijlocaș la Universitatea Cluj.

## Carieră
A debutat pentru Dinamo București în Liga I pe 7 august 2004 într-un meci câștigat împotriva echipei Sportul Studențesc București. În 2007 a ajuns la Pandurii Târgu Jiu unde a evoluat timp de trei sezoane, devenind și căpitan al echipei gorjene. În vara anului 2010, Păcurar a fost cumpărat de la Pandurii de către Steaua București la insistența antrenorului Victor Pițurcă. A jucat doar șase meciuri pentru Steaua, fiind transferat la Universitatea Cluj, după ce în prealabil Pițurcă demisionase de la conducerea echipei bucureștene. În 2010 s-a întors la FC Universitatea Cluj.

## Titluri
| Sezon   | Club             | Titlu              |
| ------- | ---------------- | ------------------ |
| 2004-05 | Dinamo București | Cupa României      |
| 2004-05 | Dinamo București | Supercupa României |